# Onde entretenue
Pour les articles homonymes, voir onde (homonymie).
Une onde entretenue ou, en anglais, continuous wave (CW) pour « onde continue », est une onde électromagnétique d'amplitude et de fréquence constantes et, en analyse mathématique, de durée infinie. On donne aussi le nom d'onde entretenue (continuous wave) à une des toutes premières méthodes de transmission radio dans laquelle on commutait en tout ou rien l'émission de la porteuse pour avoir un signal intermittent. On peut transmettre de l'information en faisant varier le temps où la porteuse est présente ou non, par exemple en utilisant le code Morse. Au début de la radiotélégraphie, la CW était aussi appelée « onde entretenue » pour distinguer cette méthode de la transmission par ondes amorties.

## Radio
Les tout premiers émetteurs radio utilisaient un éclateur pour produire des oscillations aux fréquences radio dans l'antenne d'émission. Le signal généré par ces émetteurs à étincelles consistait en de brèves impulsions d'oscillations aux fréquences radio qui disparaissaient rapidement et qu'on appelait « ondes amorties ». Le problème des ondes amorties est qu'elles produisaient des interférences électromagnétiques qui gênaient les transmissions d'autres stations radio opérant sur des fréquences différentes. La très importante largeur de bande d'une émission provenant d'une étincelle était filtrée par le circuit accordé que constituait le couple émetteur–antenne, mais l'ensemble étant construit de façon assez rudimentaire le résultat était très mauvais et la bande restait relativement large.
On essaya donc de produire des oscillations radio qui s'affaiblissaient moins vite. À proprement parler une porteuse continue, non modulée, n'a pas de largeur de bande et n'interfère pas avec d'autres signaux à d'autres fréquences, mais ne permet pas non plus de transmettre d'information. Il est donc généralement admis que manipuler la porteuse selon un mode « on–off » est indispensable. Cependant, pour que la largeur de bande du signal résultant puisse être contrôlé, la génération et l'affaiblissement de l'enveloppe de la fréquence radio doit être plus lente que dans les premiers systèmes à étincelles.
Après avoir augmenté la durée de chaque impulsion, le spectre électromagnétique général du signal commence à ressembler à une oscillation entretenue sinusoïdale ; dans le temps son amplitude varie entre zéro et la puissance maximale de la porteuse. C'est pourquoi le mode de transmission qui utilise la largeur de bande la plus étroite à ce jour est la CW (continuous wave). Ce signal permet à plusieurs stations de radio de partager la même bande de fréquence sans se gêner mutuellement.
Dans le cas d'une porteuse manipulée en mode on–off, si la manipulation est faite de façon abrupte la théorie des communications (théorème de Shannon–Hartley) montre que la largeur de bande du signal sera importante. En revanche, si la commutation se fait plus graduellement, la largeur dépend bande sera réduite. La largeur de bande d'un signal manipulé en on–off est liée à la vitesse de transmission par la relation :

où {\displaystyle B_{n}} est la largeur de bande nécessaire en hertz, {\displaystyle B} est la vitesse de manipulation du signal en bauds et {\displaystyle K} est une constante liée aux conditions de propagation estimées des ondes radioélectriques ; K=1 lorsque le signal est difficile à décoder par une oreille humaine, K=3 ou K=5 en cas d'évanouissements (fading) ou de multitrajet (multipath). La part supplémentaire de largeur de bande utilisée en cas de manipulation « abrupte » est utilisée par des claquements de manipulation (key clicks). Certains amplificateurs de puissance montés dans les émetteurs peuvent encore augmenter l'effet de ces claquements.
Les premiers émetteurs capables de générer une onde entretenue, l'alternateur d'Alexanderson et les oscillateurs à tubes électroniques sont devenus courants après la Première Guerre mondiale.

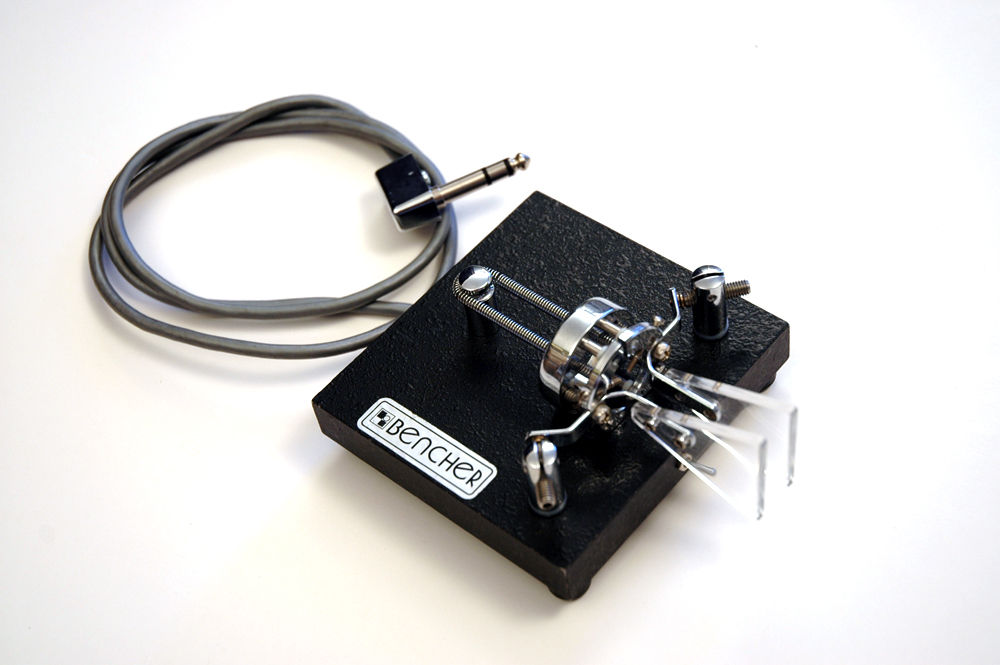
Un manipulateur de fabrication commerciale destiné à être utilisé avec un dispositif électronique pour générer du code Morse.

Les premiers émetteurs radio ne pouvaient pas être modulés pour transmettre la parole ce qui fait que la radiotélégraphie en mode CW était le seul moyen de communication possible. La CW est restée utilisée longtemps après que la radiotéléphonie soit apparue en raison de la simplicité des émetteurs nécessaires et la très faible largeur de bande occupée par le signal qui permettait l'usage de filtres très étroits pour bloquer les émissions parasites et le bruit atmosphérique qui auraient pu rendre le signal inintelligible.
Ce mode à onde entretenue était appelé radiotélégraphie par analogie avec le télégraphe qui fonctionnait avec une simple commutation pour transmettre du code Morse, mais au lieu d'interrompre un courant électrique dans un fil, on contrôlait l'émission d'un émetteur radio. Ce mode reste très utilisé chez les radioamateurs.
Un radar à ondes entretenues est un dispositif dans lequel une antenne émet l'onde et une deuxième antenne distincte de la première assure la réception de l'écho.
Chez les militaires et les radioamateurs, les termes « CW » et « code Morse » sont souvent utilisés l'un pour l'autre malgré leurs sens respectifs différents. En effet, le code Morse peut être utilisé soit à l'aide d'un courant électrique dans un fil, soit avec le son ou la lumière, par exemple. Dans le cas de la radio, une porteuse est manipulée en mode on–off pour créer les points et les traits du code Morse. L'amplitude et la fréquence de la porteuse restent constantes pendant toute la durée de chacun des éléments (point ou trait). Du côté du récepteur le signal reçu est mélangé par un signal hétérodyne généré par un oscillateur de battement (BFO pour en anglais : Beat Frequency Oscillator) pour transformer la fréquence radio en une note audible. Bien qu'aujourd'hui la radiotélégraphie ne soit plus utilisée dans les liaisons commerciales, ce mode reste très apprécié des radio-amateurs. Les balises non directionnelles utilisent également le code Morse pour transmettre leur indicatif.

## Lasers
Dans le domaine des lasers le terme d'onde entretenue (continuous wave ou CW) qualifie un laser qui génère un faisceau de sortie continu par opposition aux lasers à Commutation-Q ou aux lasers femtoseconde qui produisent une lumière pulsée.